# František Šebela
František Šebela (* 21. října 1959, Brno) je bývalý český hokejový útočník.

## Hokejová kariéra
V československé lize hrál za TJ Zetor Brno. Odehrál 4 ligové sezóny, nastoupil ve 128 ligových utkáních, dal 37 ligových gólů a měl 32 asistence. V nižších soutěžích hrál během povinné vojenské služby za VTJ Michalovce a dále za TJ Lokomotiva Ingstav Brno, TJ Žďas Žďár nad Sázavou a TJ Stadion Šumperk.

## Klubové statistiky
| Sezona    | Klub                       | Soutěž  | Základní část | Základní část | Základní část | Základní část | Základní část |
| Sezona    | Klub                       | Soutěž  | Z             | G             | A             | B             | TM            |
| --------- | -------------------------- | ------- | ------------- | ------------- | ------------- | ------------- | ------------- |
| 1978/1979 | VTJ Michalovce             | 2. liga | 36            | 20            | 15            | 35            | 18            |
| 1979/1980 | VTJ Michalovce             | 2. liga | 36            | 24            | 16            | 40            | 20            |
| 1980/1981 | TJ Zetor Brno              | 2. liga | 23            | 4             | 6             | 10            | 8             |
| 1981/1982 | TJ Lokomotiva Ingstav Brno | 2. liga | 36            | 14            | 12            | 26            | 24            |
| 1982/1983 | TJ Zetor Brno              | 1. liga | 38            | 10            | 10            | 20            | 10            |
| 1983/1984 | TJ Zetor Brno              | 1. liga | 44            | 18            | 14            | 32            | 18            |
| 1984/1985 | TJ Zetor Brno              | 1. liga | 39            | 7             | 8             | 15            | 12            |
| 1985/1986 | TJ Zetor Brno              | 1. liga | 7             | 2             | 0             | 2             | -             |
| 1986/1987 | TJ Žďas Žďár nad Sázavou   | 2. liga | 28            | -             | -             | -             | -             |
| 1987/1988 | TJ Žďas Žďár nad Sázavou   | 2. liga | 28            | 13            | 4             | 17            | -             |
| 1988/1989 | TJ Žďas Žďár nad Sázavou   | 2. liga | 28            | 9             | 4             | 13            | -             |
| 1989/1990 | TJ Žďas Žďár nad Sázavou   | 2. liga | -             | 6             | -             | -             | -             |